# Lobegesang auf die feierliche Johannisloge
O heiliges Band, K. 148/125h, es una canción para tenor y piano de Wolfgang Amadeus Mozart, compuesta en Salzburgo en el año 1772.

## Letra y relaciones con la masonería
La letra de la canción es la primera estrofa de un poema escrito por Ludwig Friedrich Lenz (1717-1780):
| O heiliges Band der Freundschaft treuer Brüder, dem höchsten Glück und Edens Wonne gleich, dem Glauben Freund doch nimmermehr zuwider, der Welt bekannt und doch geheimnisreich, ja, bekant und doch geheimnis reich. | Oh lazo sagrado de amistad entre fieles hermanos, que iguala a la mayor felicidad y deleites del Edén, amigo de la fe y nunca en contra de nada, conocido por todos y no obstante lleno de misterios, sí, conocido y no obstante lleno de misterios. |

Lobgesang an die feierliche Johannisloge es una de las más antiguas canciones masónicas y todavía hoy se sigue cantando en ocasiones especiales en las logias. El hecho de haber sido compuesta en compás de tres tiempos y que sus últimos versos sean cantados al unísono por un coro, son claras pruebas de su vinculación con la masonería.
Mozart escribió la canción en un momento en el que no era todavía masón y se desconocen las circunstancias exactas en que se originó esta obra. De acuerdo con Hans Strebel, Mozart compuso la canción por encargo de la logia masónica de Múnich «Zur Behutsamkeit» (‘La prudencia’).

## Grabaciones de audio
La canción fue grabada en 1969 por el tenor Werner Krenn para el sello DECCA. Una recopilación de la totalidad de la música masónica de Mozart, que también contiene esta canción, fue puesta en el mercado en 1990 por DECCA en formato CD, bajo el título Masonic Music. La compilación contiene, entre otras obras de Mozart, un fragmento de la cantata Dir, Seele des Weltalls (KV 429), y su Música fúnebre masónica (KV 477a). En todas las grabaciones, el director es Istvan Kertesz.